# Amphol Lumpoon
Amphol Lumpoon (thaï : อำพล  ลำพูน) surnommé Nui (ชื่อเล่น : หนุ่ย หรือ "ร็อคเกอร์มือขวา"), né le 20 juillet 1963 dans la province de Rayong, est un chanteur et acteur thaïlandais.

## Biographie
En 1988, Amphol Lumpoon se marie avec Marsha Wattanapanich. Ils ont ensemble un fils qu'ils appellent Nawapol et surnomme"Guy". Ils divorcent en 1997.

## Musique
De 1983 à 1989, Amphol est chanteur dans les trois premiers album studio du groupe Micro :
- ร็อค เล็ก เล็ก (Rock Lek Lek) (1986)
- หมื่นฟาเรนไฮด์ (Meun Fahrenheit) (1988)
- เต็มถัง (Tem Tang) (1989)

Ensuite, il enregistre des albums solo :
- Danger (Wutoo Wai Fai, 1992)
- Iron Horse (Mahlhek, 1993)
- I.D. Card (Phol Meung Dee, 1995)

En 2010, le groupe Micro se réunit pour une série de concerts.

## Filmographie
- 1984 : วัยระเริง (Wai Ra Rerng) de Piak Poster[4]
- 1984 : น้ำพุ (The story of Nampoo) de Euthana Mukdasanit
- 1984 : ข้างหลังภาพ (Behind the Painting) de Piak Poster
- 1985 : สองพี่น้อง
- 1989 : ปุลากง (Pulakong)
- 1998 : Crime King de Tanit Jitnukul, dont une des inspirations est la vie de Seua Bai
- 1999 : โคลนนิ่ง คนก๊อปปี้คน (Cloning)
- 2000 : อั้งยี่ (Ang Yee)
- 2001 : ทองพูน โคกโพ ราษฎรเต็มขั้น (série télévisée de 28 épisodes de 65 minutes inspirée du film Taxi Driver (Citizen 1) de Chatrichalerm Yukol)
- 2001 : La légende de Suriyothai de Chatrichalerm Yukol
- 2004 : 102 ปิดกุรงเทพปล้น (Bangkok Robbery) de Tanit Jitnukul